# Bananeiras (ort)
Bananeiras är en ort i Brasilien.   Den ligger i kommunen Bananeiras och delstaten Paraíba, i den östra delen av landet, 1 700 kilometer nordost om huvudstaden Brasília. Bananeiras ligger 556 meter över havet och antalet invånare är 7 371.
Terrängen runt Bananeiras är huvudsakligen kuperad, men den allra närmaste omgivningen är platt. Bananeiras ligger uppe på en höjd. Närmaste större samhälle är Guarabira, 19,6 kilometer sydost om Bananeiras.
Omgivningarna runt Bananeiras är en mosaik av jordbruksmark och naturlig växtlighet. Runt Bananeiras är det ganska tätbefolkat, med 120 invånare per kvadratkilometer.